# Натан (футболист)
Натан Аллан де Соуза (порт. Nathan Allan de Souza; родился 13 марта 1996 года, в Блуменау, штат Санта-Катарина), более известный как Натан — бразильский футболист, полузащитник бразильского клуба «Флуминенсе».

## Клубная карьера
В 2013 году Натан выступал в молодёжной команде клуба «Атлетико Паранаэнсе». В 2014 году он был переведён в первую команду. Его дебют за «Атлетико Паранаэнсе» состоялся 30 января 2014 года в матче Кубка Либертадорес против клуба «Спортинг Кристал». Он также был в заявке матча группового этапа против боливийской команды «Стронгест»
10 июля 2015 года Натан перешёл в клуб «Витесс», выступающий в Эредивизи, на правах аренды сроком на один сезон. 6 августа дебютировал за «Витесс», выйдя на замену в ответном матче 3-го квалификационного раунда Лиги Европы УЕФА против «Саутгемптона» (0:2). 9 августа дебютировал в Эредивизи, заменив Айзаю Брауна на 65 минуте в матче 1-го тура против «Виллем II» (1:1). 14 августа, забил первый гол за «Витесс» на 80-й минуте в матче против «Роды» (3:0). За сезон 2015/16 Натан провел за «Витесс» 19 матчей, однако всего 4 раза выходил на поле в стартовом составе. Тем не менее его аренда была продлена и на сезон 2016/17.
С 2020 года выступает за «Атлетико Минейро». Вместе с «галос» выиграл два чемпионата штата, а в 2021 году — чемпионат и Кубок Бразилии.
В начале 2022 года Натан был отдан в аренду во «Флуминенсе».

## Международная карьера
Натан выступал за Бразилию на юношеском уровне, принимал участие на финальном этапе юношеского чемпионата мира 2013, где ему удалось забить пять голов.

## Достижения
- Чемпион штата Минас-Жерайс (2): 2020, 2021
- Чемпион Бразилии (1): 2021
- Чемпион Кубка Бразилии (1): 2021
- Обладатель Кубка Нидерландов (1): 2016/17

## Статистика выступлений
| Выступление         | Выступление      | Выступление      | Лига | Лига | Кубок страны | Кубок страны | Кубок лиги | Кубок лиги | Еврокубки | Еврокубки | Итого | Итого |
| Клуб                | Лига             | Сезон            | Игры | Голы | Игры         | Голы         | Игры       | Голы       | Игры      | Голы      | Игры  | Голы  |
| ------------------- | ---------------- | ---------------- | ---- | ---- | ------------ | ------------ | ---------- | ---------- | --------- | --------- | ----- | ----- |
| Атлетико Паранаэнсе | Серия A          | 2014             | 11   | 0    | 2            | 0            | 0          | 0          | 2         | 0         | 15    | 0     |
| Атлетико Паранаэнсе | Итого            | Итого            | 11   | 0    | 2            | 0            | 0          | 0          | 2         | 0         | 15    | 0     |
| Витесс              | Эредивизи        | 2015/16          | 18   | 2    | 0            | 0            | 0          | 0          | 1         | 0         | 19    | 2     |
| Витесс              | Эредивизи        | 2016/17          | 27   | 4    | 5            | 1            | 0          | 0          | 0         | 0         | 32    | 5     |
| Витесс              | Итого            | Итого            | 45   | 6    | 5            | 1            | 0          | 0          | 1         | 0         | 51    | 7     |
| Всего за карьеру    | Всего за карьеру | Всего за карьеру | 56   | 6    | 7            | 1            | 0          | 0          | 3         | 0         | 66    | 7     |